# Samurai Shodown IV: Amakusa’s Revenge
Samurai Shodown IV: Amakusa’s Revenge (również jako Samurai Spirits: Amakusa’s Descent) – stworzona przez SNK Playmore i wydana w 1996 roku gra na automaty i opartą na nich domową konsolę Neo Geo, później skonwertowana na konsole PlayStation i Sega Saturn. To, podobnie jak pozostałe części tej serii, dwuwymiarowa bijatyka z trybem jeden na jednego, bazująca na walce bronią białą. Gracz na początku ma do wyboru jedną z 17 postaci, do tego każda z nich ma wybór pomiędzy trybami slash i bust, znanymi z Samurai Shodown III.